# Пръстенът на нибелунга
„Пръстенът на нибелунга“ (на немски: Der Ring des Nibelungen; Nibelung – „дете на тъмнината“) е цикъл от четири немскоезични епични музикални драми, композиран от Рихард Вагнер. Това е колосално по своите мащаби музикално произведение. Сюжетът е взет от германско-скандинавската митология и средновековната поема „Песен за нибелунгите“. По нея Рихард Вагнер създава гигантска музикално-драматична епопея, в която изразява идеите, вълнували го през целия му живот.

## Наименованието
Оригиналното название на операта най-точно се превежда като „Пръстенът на нибелунга“. Нибелунгът, упоменат в названието, е джуджето Андвари, а пръстенът е този, който то изковава в „Рейнско злато“. Тоест, названието буквално значи „пръстенът на Андвари“. Суфиксът -en в думата Nibelungen може да означава както родителен падеж единствено число, така и множествено число, но предшестващият член des дава да се разбере, че се има предвид именно единствено число. Nibelungen може понякога да се възприема като множествено число, но „Пръстенът на нибелунгите“ е грешно.

## Сюжет, премиера и представления
Музикалната тетралогия включва четири опери:
- „Рейнско злато“ – Das Rheingold (1854)
- „Валкирия“ – Die Walküre (1856)
- „Зигфрид“ – Siegfried (1871)
- „Залезът на боговете“ – Götterdämmerung (1874)

Общото време за изпълнението на четирите опери трае над 15 часа. Най-късата опера, „Рейнско злато“, продължава два и половина часа, най-дългата, „Залезът на боговете“ – над пет.
Сред действащите лица има богове, герои, няколко вида вълшебни същества, пръстен, даващ власт над света. Драмата се развива в течение на три поколения, докато не завърши с апокалипсис в „Залезът на боговете“.
Премиерата на първата опера се състои на 13 август 1876 г. под диригентството на Ханс Рихтер в построения от баварския крал Лудвиг II Баварски Вагнеров театър.
„Пръстенът на нибелунга“ има премиера в България през 1943 г. През 2010 г. маестро Пламен Карталов, който е режисьор на българския спектакъл през 2010 г., е поканил за работа с българските певци световноизвестния музикален педагог Рихард Тримборн. На 22 май 2010 г. на сцената на Софийската опера е представена първата опера от тетралогията – „Рейнско злато“.